# Àcids grassos volàtils
Els àcids grassos volàtils (AGV) són àcids grassos amb una cadena de carbonis de 6 o menys carbonis Actualment normalment reben el nom d'àcids grassos de cadena curta. Alguns exemples són: l'àcid acètic, l'àcid propiònic o l'àcid butíric.
Es poden crear a través de la fermentació bioquímica en l'intestí.